# Wardia hygrometrica
Wardia hygrometrica är en bladmossart som beskrevs av Harvey och W. J. Hooker 1837. Wardia hygrometrica ingår i släktet Wardia och familjen Wardiaceae. IUCN kategoriserar arten globalt som livskraftig. Inga underarter finns listade i Catalogue of Life.